# Oxytonon
Oxytonon (av klassisk grekiska oxy's skarp, gräll och to'nos ton) är en beteckning för ord på antik grekiska som har en akut på slutstavelsen (ultima).